# Гурейро, Джонатан Францискович
Джонатан Францискович Гурейро (англ. Jonathan Guerreiro; род. 3 апреля 1991 года в Сиднее, Австралия) — австралийский и российский фигурист, выступающий в танцах на льду. С 2014 года танцует с Тиффани Загорски, в паре с ней — двукратный победитель Кубка России (2016, 2017), бронзовый призёр чемпионата России (2018, 2020). С Екатериной Рязановой — бронзовый призёр чемпионата мира среди юниоров 2009 года. С Екатериной Пушкаш — серебряный призёр чемпионата мира среди юниоров 2011 года.
По состоянию на 7 ноября 2021 года пара занимает 20-е место в рейтинге Международного союза конькобежцев (ИСУ).

## Личная жизнь
Сын советской фигуристки Светланы Ляпиной, выступавшей в танцах на льду с Георгием Суром в 1980-х годах. Светлана Ляпина после окончания любительской карьеры работала в шоу «Торвилл — Дин и все русские звёзды» Татьяны Тарасовой, где и познакомилась с отцом Джонатана, который работал в туре менеджером (родом он из Португалии). Семья поселилась в Австралии, в Сиднее.

## Карьера

### Выступления за Австралию
Ляпина работала тренером по фигурному катанию, и на том же катке в возрасте 7 лет стал тренироваться Джонатан Гурейро. В Австралии его партнёршами были Кая Пилтс и Рэйчелл Ридинг. С Пилтс они стали третьими на чемпионате Австралии среди «новичков» в 2003 году.
В 2004 году Гурейро с другой своей австралийской партнёршей, Рэйчелл Ридинг, приезжал в Москву, в группу к Елене Кустаровой и Светлане Алексеевой для стажировки. Затем на семейном совете было решено переехать в Россию для серьёзных занятий фигурным катанием. Джонатана взяли в группу Кустаровой и Алексеевой.

### Выступления за Россию
Первой партнёршей Гурейро в России стала Дарья Панфилова. Летом 2006 года тренеры предложили попробовать скататься с Екатериной Рязановой.
В сезоне 2007—2008 дуэт, заняв вторые места на двух этапах юниорской серии Гран-при, отобрался в финал, где стал восьмым. На чемпионате России среди юниоров они стали третьими, пропустив вперёд Кристину Горшкову и Виталия Бутикова, а также Марию Монько и Илью Ткаченко. На своём дебютном чемпионате мира среди юниоров стали шестыми.
В сезоне 2008—2009 Рязанова и Гурейро снова отобрались в финал, где завоевали бронзовые медали. Чемпионат России среди юниоров 2009 года они выиграли. На чемпионате мира среди юниоров 2009 года после обязательного танца шли только на седьмом месте, однако собрались и были вторыми в оригинальном танце, третьими в произвольном и в итоге завоевали бронзовые медали.
По окончании сезона 2008—2009 пара с Екатериной Рязановой распалась. Новой партнёршей Гурейро стала Екатерина Пушкаш, а тренироваться они стали в группе Александра Свинина и Ирины Жук.
В сезоне 2009—2010 Пушкаш и Гурейро стали бронзовыми призёрами российского юниорского первенства, пропустив вперед Елену Ильиных и Никиту Кацалапова, а также Ксению Монько и Кирилла Халявина. На чемпионате мира среди юниоров, проходившем в Гааге, пара стала только шестой. Весной 2010 года по окончании сезона они приняли решение уйти от тренеров Александра Свинина и Ирины Жук. Они переехали в США для тренировок у Натальи Линичук и Геннадия Карпоносова. Летом 2012 года пара перешла к Николаю Морозову. В 2013 году перешли в группу Анжелики Крыловой. Начало олимпийского сезона не заладилось, пара неуверенно выступила даже на второстепенном турнире Мемориале Ондрея Непелы.
По окончании олимпийского сезона пара распалась, и Джонатан встал в пару с французской фигуристкой Тиффани Загорски. С ней он дебютировал на чемпионате России 2015, где они заняли пятое место. Стали тренироваться в Москве у Александра Жулина. На национальном чемпионате следующего года в сложной борьбе спортсмены финишировали на четвёртом месте.
Новый предолимпийский сезон пара начала в Братиславе на Мемориале Непелы. Они финишировали на третьем месте, при этом улучшив свои спортивные достижения. Через неделю они выступали на турнире Finlandia Trophy, где также финишировали третьими. В начале ноября российские танцоры выступали на домашнем этапе Гран-при в Москве, где на Кубке Ростелекома заняли место в середине таблицы. В середине ноября на Кубке Варшавы фигуристы заняли второе место и сумели улучшить все свои прежние достижения. В конце декабря на национальном чемпионате в Челябинске фигуристы заняли пятое место. В середине февраля танцоры выступили на Кубке России и во второй раз его выиграли.

### Олимпийский сезон
В середине мая фигуристы сменили тренера и перешли к Елене Кустаровой и Светлане Алексеевой. Новый олимпийский сезон российская пара начала на турнире серии «Челленджер» в Минске, где они финишировали с серебряными медалями. В начале ноября пара выступила на китайском этапе в Пекине серии Гран-при, где они финишировали рядом с пьедесталом. В конце ноября на американском этапе в Лейк-Плэсиде они финишировали в середине турнирной таблицы. В начале декабря последовало выступление на Золотом коньке Загреба, на котором они заняли место в середине десятки. В конце декабря 2017 года на российском национальном чемпионате завоевали «бронзу». На чемпионате Европы в Москве в январе 2018 года заняли шестое место. На Олимпийские игры в Пхёнчхане Загорски и Гурейро не должны были ехать, поскольку были третьим российским дуэтом, а квота России в танцах составляла две пары, однако Международный олимпийский комитет так и не прислал приглашения Ивану Букину и Александре Степановой. На Олимпиаде пара заняла 13-е место, при этом, по словам Гурейро, их выступление было, возможно, лучшим «в плане выполнения обеих программ». Пара не должна была выступать на мировом чемпионате, но заменила ведущую российскую пару. В конце марта спортсмены выступали в Милане на мировом чемпионате, где финишировали в конце восьмёрки лучших. При этом они улучшили все свои прежние спортивные достижения.

## Программы
(С Тиффани Загорски)
| Сезон     | Ритмический танец | Произвольный танец                                                                   | Показательные выступления                                                             |
| --------- | --- | ------------------------------------------------------------------------------------ | ------------------------------------------------------------------------------------- |
| 2021–2022 | - Jogi Panjabi MC - Buzz Aastha Gill, feat.Badshah хореограф-постановщик Елена Кустарова и Ольга Рябинина                                                                               | - Toxic - Smoke on the Water в исполнении 2WEI хореограф-постановщик Кристофер Дин   |                                                                                       |
| 2019–2021 | - March: The Greatest Show - Quickstep: From Now On - Waltz: Tightrope в исполнении Мишель Уильмс - March: The Greatest Show (из мюзикла «Величайший шоумен») Бендж Пасек и Джастин Пол | - Survivor: (Epic Cover) 2WEI                                                        | - All I Want for Christmas Is You Мэрайя Кэри                                         |
| 2018–2019 | - Tango: Bésame Mucho - Tango: Selection Астор Пьяццолла | - Blues for Klook Эдди Луис                                                          |                                                                                       |
|           | Короткий танец |                                                                                      |                                                                                       |
| 2017–2018 | - Samba: Hip Hip Chin Chin в исполнении Club des Belugas - Rhumba: Volveras в исполнении Глория Эстефан - Samba: Batucada Brasiliera в исполнении Samba Brazilian Batucada Band         | Muse - Exogenesis Symphony Part III - Exogenesis Symphony Part II - Ruled by Secrecy | - You are beautiful Джо Кокер                                                         |
| 2016–2017 | - Blues: Nasty Naughty Boy Кристина Агилера - Swing: All night long Parov Stelar | - Nocturne - Bohemian Rhapsody Queen                                                 | - Wicked Game Джемма Хэйес - Valse Triste Jean Sibelius                               |
| 2015–2016 | - The Nutcracker Waltz П. И. Чайковский - Pizzicato Polka Йозеф Штраус, Иоганн Штраус - «Великий Гэтсби»                                                                                | - Nocturne - Bohemian Rhapsody Queen                                                 | - The Nutcracker Waltz П. И. Чайковский - Pizzicato Polka Йозеф Штраус, Иоганн Штраус |
| 2014–2015 | - Paso doble | - «Амели» Ян Тирсен                                                                  |                                                                                       |

(с Екатериной Пушкаш)
| Сезон     | Оригинальный/Короткий танец        | Произвольный танец                                 |
| --------- | ---------------------------------- | -------------------------------------------------- |
| 2012—2013 | - Quidam Cirque du Soleil          | - Тристан и Изольда Максим Родригес                |

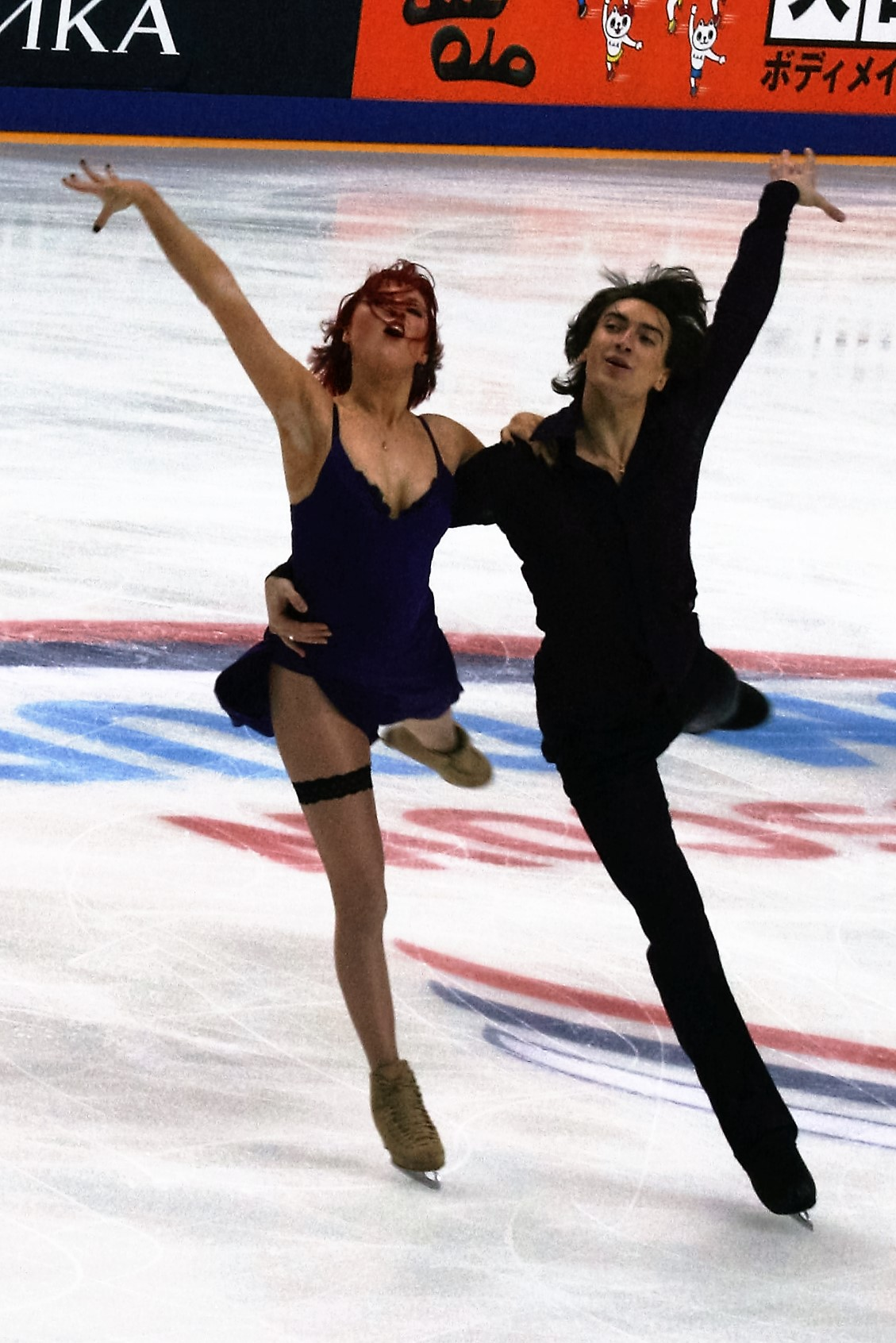
Загорски и Гурейро, 2016 год

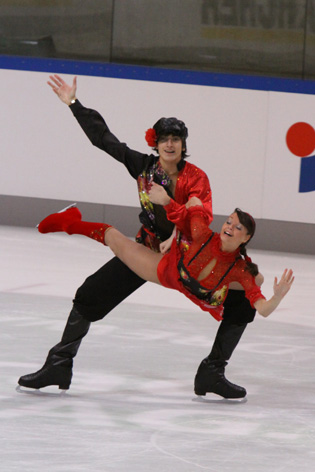
Пушкаш и Гурейро в программе «Барыня», 2009 год

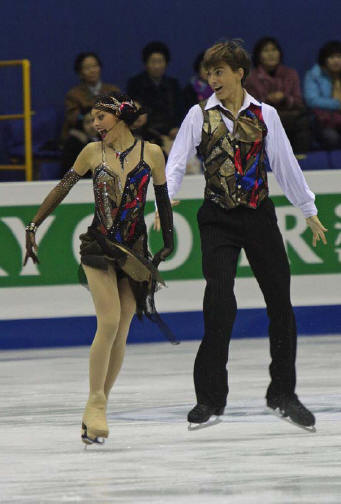
Екатерина Рязанова и Джонатан Гурейро на финале юниорского Гран-при сезона 2008—2009. Оригинальный танец — ритмы 20-х, 30-х, 40-х.

| 2011—2012 | - Румба - Самба - Румба            | - Рапсодия Capriccio Никколо Паганини              |
| 2010—2011 | - «Algo pequeñito» Даниель Дихес   | - «Сцорцхио» Тончи Хулич                           |
| 2009—2010 | - «Барыня» русская народная музыка | - Саундтрек к фильму «Ромео и Джульетта» Нино Рота |

(с Екатериной Рязановой)
| Сезон     | Оригинальный танец                                      | Произвольный танец            |
| --------- | ------------------------------------------------------- | ----------------------------- |
| 2008—2009 | - «C’est si bon» и «Sing, Sing, Sing» Луис Армстронг    | - «GoldenEye» Тина Тёрнер     |
| 2007—2008 | - Саундтрек к фильму «Табор уходит в небо» Евгений Дога | - «Perfida» Альберто Домингес |
| 2006—2007 | - «Утомленное солнце» Александр Цфасман                 | - «Spanish Dance» Джози Морен |

## Спортивные достижения

### с Т. Загорски
| Соревнования/Сезон                | 14/15         | 15/16         | 16/17         | 17/18         | 18/19         | 19/20         | 20/21         |               |
| Международные                     | Международные | Международные | Международные | Международные | Международные | Международные | Международные | Международные |
| --------------------------------- | ------------- | ------------- | ------------- | ------------- | ------------- | ------------- | ------------- | ------------- |
| Зимние Олимпийские игры           |               |               |               | 13            |               |               |               |               |
| Чемпионаты мира                   |               |               |               | 8             |               | C             | 10            |               |
| Чемпионаты Европы                 |               |               |               | 6             |               | 6             | C             |               |
| Этапы Гран-при: Кубок Ростелекома |               |               | 5             |               |               |               | 2             |               |
| Этапы Гран-при: Кубок Китая-Audi  |               |               |               | 4             |               |               |               |               |
| Этапы Гран-при: Skate America     |               |               |               | 6             | 3             | 5             |               |               |
| Этапы Гран-при: Trophée de France |               |               |               | 6             | 3             | 5             |               |               |
| Этапы Гран-при: NHK Trophy        |               |               |               |               | 2             |               |               |               |
| Финалы Гран-при                   |               |               |               |               | 5             |               |               |               |
| Мемориал О. Непелы                |               |               | 3             |               |               |               |               |               |
| Finlandia Trophy                  |               |               | 3             |               |               |               |               |               |
| Кубок Варшавы                     |               |               | 2             |               | 1             |               |               |               |
| Все звёзды (Минск)                |               |               |               | 2             |               |               |               |               |
| Золотой конёк Загреба             |               |               |               | 6             |               |               |               |               |
| Турнир в Будапеште                |               | 1             |               |               |               |               |               |               |
| Национальные                      |               |               |               |               |               |               |               |               |
| Чемпионаты России                 | 5             | 5             | 5             | 3             | 7             | 3             | 2             |               |
| Финал Кубка России                |               | 1             | 1             |               |               |               |               |               |
| Этапы Кубка России. III этап      |               |               |               |               |               |               | 1             |               |
| Этапы Кубка России. IV этап       |               | 1             |               |               |               |               |               |               |
| Этапы Кубка России. V этап        | 1             | 1             |               |               |               |               |               |               |

### с Е. Пушкаш
| Соревнования                        | 09/10         | 10/11         | 11/12         | 12/13         | 13/14         |               |               |               |
| Международные                       | Международные | Международные | Международные | Международные | Международные | Международные | Международные | Международные |
| ----------------------------------- | ------------- | ------------- | ------------- | ------------- | ------------- | ------------- | ------------- | ------------- |
| Этапы Гран-при: Trophée Bompard     |               |               |               | 7             |               |               |               |               |
| Этапы Гран-при: Rostelecom Cup      |               |               | 7             |               |               |               |               |               |
| Этапы Гран-при: Skate Canada        |               |               | 6             |               |               |               |               |               |
| Bavarian Open                       |               |               | 2             | 5             |               |               |               |               |
| Crystal Skate                       |               |               |               | 2             |               |               |               |               |
| Все звёзды (Минск)                  |               |               |               |               | 3             |               |               |               |
| Мемориал О. Непелы                  |               |               | 2             |               | 9             |               |               |               |
| Torun Cup                           |               |               |               |               | 1             |               |               |               |
| Национальные                        |               |               |               |               |               |               |               |               |
| Чемпионаты России                   |               |               | 4             | 6             | 8             |               |               |               |
| Чемпионаты России среди юниоров     | 3             | 2             |               |               |               |               |               |               |
| Международные среди юниоров         |               |               |               |               |               |               |               |               |
| Чемпионаты мира среди юниоров       | 6             | 2             |               |               |               |               |               |               |
| Финалы юниорского Гран-при          | 5             | 4             |               |               |               |               |               |               |
| Этапы юниорского Гран-при, Япония   |               | 2             |               |               |               |               |               |               |
| Этапы юниорского Гран-при, Турция   | 2             |               |               |               |               |               |               |               |
| Этапы юниорского Гран-при, Германия | 1             |               |               |               |               |               |               |               |
| Этапы юниорского Гран-при, Чехия    |               | 1             |               |               |               |               |               |               |

### с Е. Рязановой
| Соревнования                        | 06/07 | 07/08 | 08/09 |
| ----------------------------------- | ----- | ----- | ----- |
| Чемпионаты мира среди юниоров       |       | 6     | 3     |
| Чемпионат России среди юниоров      | 5     | 3     | 1     |
| Финалы юниорского Гран-при          |       | 8     | 3     |
| Этапы юниорского Гран-при, Испания  |       |       | 1     |
| Этапы юниорского Гран-при, Италия   |       |       | 2     |
| Этапы юниорского Гран-при, Германия |       | 2     |       |
| Этапы юниорского Гран-при, Румыния  | 9     | 2     |       |
| Турниры «NRW Trophy», Дортмунд      |       |       | 1     |

### За Австралию
| Соревнования         | 02/03 |
| -------------------- | ----- |
| Чемпионаты Австралии | 3N.   |

- N = уровень «новичков»